# یسپر هوفمایر
یسپر هوفمایر (دانمارکی: Jesper Hoffmeyer؛ ‏ ۲۱ فوریهٔ ۱۹۴۲ – ۲۵ سپتامبر ۲۰۱۹) زیست‌شناس و استاد دانشگاه کپنهاگ و یکی از چهره‌های برجستهٔ علمِ زیست‌نشانه‌شناسی بود. وی از سال ۲۰۰۵ تا ۲۰۱۵ رئیس «انجمن بین‌المللی مطالعات زیست‌نشانه‌شناسی» (ISBS) و از ویراستاران ژورنال «بیوسیمیوتیکس» و همچنین مؤلف کتاب «زیست نشانه‌شناسی: بررسی نشانه‌های حیات و حیاتِ نشانه‌ها و نشانه‌های معنا در جهان هستی» بود.
وی دانش‌آموختهٔ رشتهٔ بیوشیمی در دانشگاه کپنهاگ بود و تحصیلات عالی خود را در کلژ دو فرانس تکمیل کرد. دانشگاه آرهوس در سال ۲۰۰۵ به وی مدرک پی‌اچ‌دی اعطا نمود.
از فیلم‌هایی که وی در آن‌ها نقش داشته است، می‌توان به باغبان ارکیده اشاره نمود.